# Phagothérapie
 (juin 2019).
- Si vous ne connaissez pas le sujet, laissez ce bandeau (vous pouvez alors contacter les auteurs).
- Si vous supprimez le contenu mis en cause (vous pouvez préalablement contacter les auteurs),

argumentez précisément cette suppression dans la page de discussion
(un manque de référence n'est pas un argument ; une recherche réelle de référence doit avoir été effectuée, être formellement documentée).
 (février 2018).
Si vous disposez d'ouvrages ou d'articles de référence ou si vous connaissez des sites web de qualité traitant du thème abordé ici, merci de compléter l'article en donnant les références utiles à sa vérifiabilité et en les liant à la section « Notes et références ».
 (juin 2023).
La phagothérapie est l'utilisation de virus bactériophages (généralement appelés bactériophages ou simplement phages) lytiques afin de traiter certaines maladies infectieuses d’origine bactérienne. La stratégie bactériophagique est utilisée dans le monde avant la découverte des antibiotiques, qui l'a rendue progressivement obsolète. Les pays de l'ancienne Union soviétique ont maintenu une production locale.

## Historique

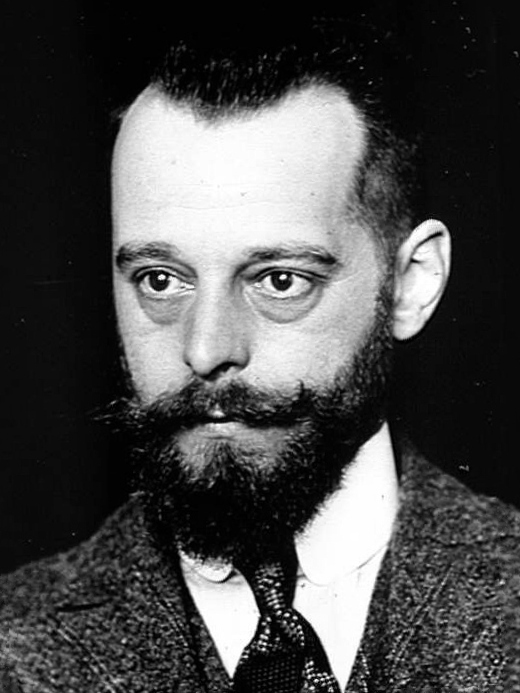
Félix D'Hérelle, inventeur de la phagothérapie.

### Découverte
Cette section ne s'appuie pas, ou pas assez, sur des sources secondaires ou tertiaires indépendantes du sujet. Le texte peut contenir des analyses inexactes ou inédites de sources primaires.
Pour l'améliorer, ajoutez-en, ou placez des modèles {{Source secondaire souhaitée}} ou {{Source secondaire nécessaire}} sur les passages mal sourcés. (janvier 2020)
Félix D'Hérelle raconte sa découverte dans son autobiographie. Durant la Première Guerre mondiale, il avait remarqué que les selles de certains soldats qui guérissent spontanément de la dysenterie contiennent un agent inconnu qui provoque des zones claires sur des plaques d'agar ensemencées de Shigella dysenteriae. Il remarque également que ces cultures de Shigella dysenteriae cultivée se retrouvent complètement lysées (tuées) en une nuit,. Il attribue ces plaques à « un microbe invisible antagoniste du bacille dysentérique », qu’il qualifie de bactériophage, du grec phagein (« manger »).
En 1919 a lieu la première utilisation d'une préparation phagique à l’Hôpital Necker-Enfants malades de Paris. Plusieurs patients sont traités avec succès. Encouragé par cette réussite, D'Hérelle prépare des préparations bactériophagiques ciblant la peste (Yersinia pestis, Égypte, 1925) et le choléra (Vibrio cholerae, Inde, 1926). Ces nouveaux médicaments sont administrés en masse en Asie et en Afrique,.
D'Hérelle ouvre un laboratoire commercial, Les Laboratoires du Bactériophage et commercialise ses solutions bactériophagique. Il s'agissait d'« ampoule 5 milliards de bactériophages sélectionnés et adaptés pour détruire par lyse » les pathogènes.
Les premiers traitements de masse eurent lieu au Brésil et en 1925 l'Institut Oswaldo Cruz publia les résultats obtenus sur les 10 000 premiers cas : il n'y eut qu'un insuccès et encore le malade avait finalement guéri.
Après la découverte des bactériophages par Félix D'Hérelle en 1917, l’utilisation des phages a été rapidement reconnue par un grand nombre de scientifiques comme étant une voie possible pour combattre les infections bactériennes et la phagothérapie a commencé son développement dans plusieurs pays.

### Premiers développements en France

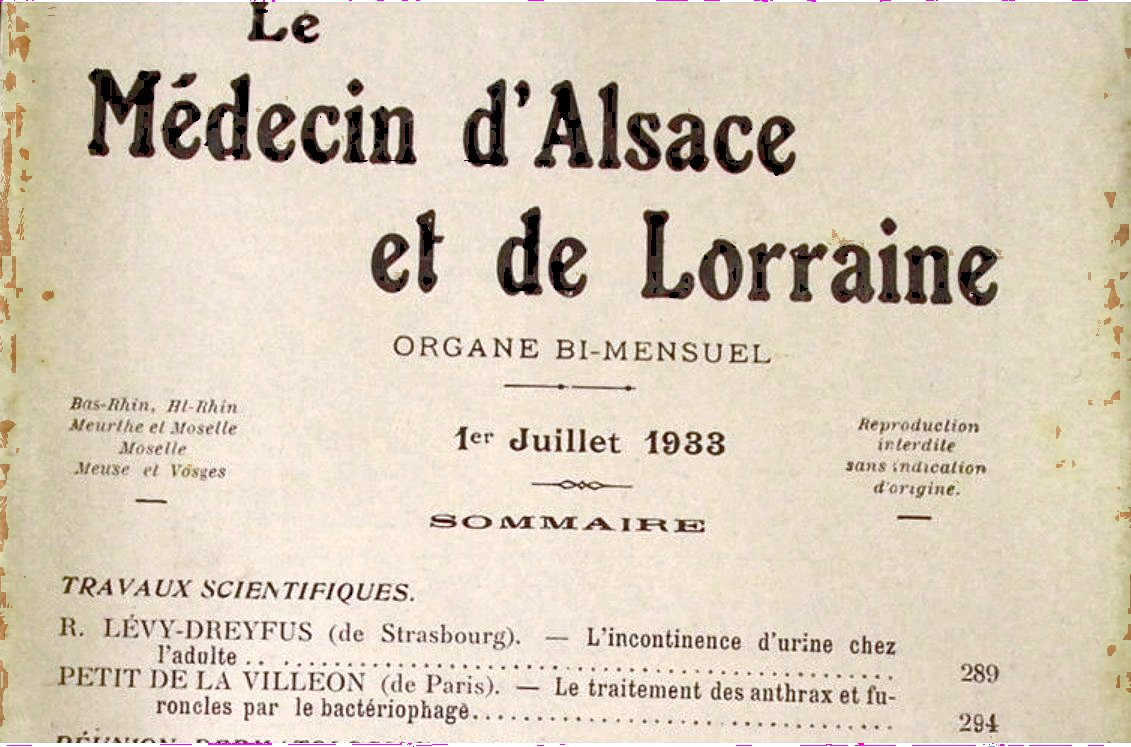
Couverture du Médecin d'Alsace et de Lorraine de juillet 1933 mentionnant le traitement des anthrax et furoncles par bactériophages.

Durant l'entre-deux-guerres, D'Hérelle part étudier les épidémies en Asie et publia en France de nombreux articles et ouvrages scientifiques sur les bactériophages et sur l'utilisation de la phagothérapie qui démontraient son efficacité.
Mais D'Hérelle n'était pas le seul Français à travailler sur la recherche en phagothérapie. À cet égard les Annales de l'Institut Pasteur de mai 1932 publient une recherche des Dr Couvy, Lambert et Dufour sur l'utilisation thérapeutique du bactériophage du bacille de Yersin, cause de la peste bubonique, qui inclut des centaines de cas sur plusieurs années. La conclusion de ces essais thérapeutiques mentionne que « L'action curative d'un pestiphage approprié est incontestable et rapide même dans la peste septicémique ». L'étude se termine par la présentation de 66 des 119 cas de guérisons obtenus en 1931.

### 1928-1978: 50 ans d'utilisation à large échelle en France
Après le départ de D'Hérelle de l'Institut Pasteur en 1921, la pratique de la phagothérapie s'est développée en France selon deux axes: les cocktails bactériophagiques standards des Laboratoires du Bactériophage disponibles en pharmacie et un service spécialisé à l'Institut Pasteur: le Service des Bactériophages.

#### Des cocktails standards en pharmacie de 1928 à 1977

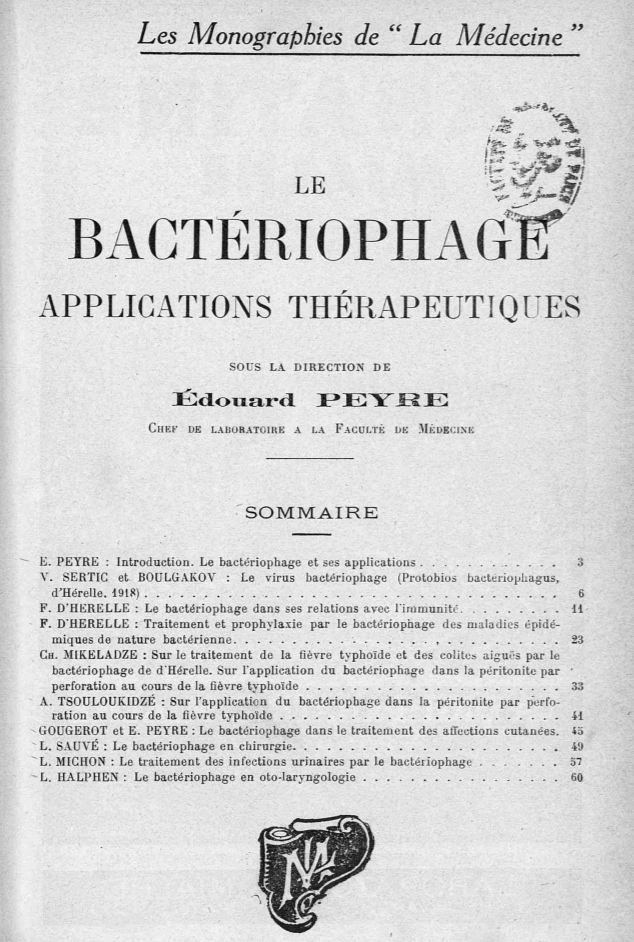
Monographie publiée dans La Médecine - 1936 - Le bactériophage applications thérapeutiques

D'une part Félix D'Hérelle ouvrait les Laboratoires du Bactériophage (initialement financés par Robert et Carrière, laboratoire à l'origine de Synthélabo lui-même absorbé en 1998 par Sanofi-Aventis) qui commercialisaient des cocktails phagiques conditionnées sous forme d'ampoules buvables. Les bactériophagiques des Laboratoires du Bactériophage ont été disponibles en France de 1928 jusqu'à la fin des années 1970 et figuraient dans le dictionnaire Vidal jusqu'en 1977, en pages 194 et 195. Comme tout médicament, ils étaient visés par les autorités de santé, avec par exemple le visa 22 SV 1.023 pour le Bacté-pyo-phage. Ils étaient distribués par les pharmacies.
Les produits des Laboratoires du Bactériophage étaient largement employés dès avant la Seconde Guerre mondiale. En 1936 la revue La Médecine publia une monographie de 60 pages sur les applications thérapeutiques et qui s'appuyait sur des centaines de cas traités par phagothérapie dans plusieurs spécialités (dermatologie, chirurgie, urologie...) en utilisant notamment les bactériophagiques des Laboratoires du Bactériophage.
L'observation et la photographie des premiers bactériophages attend l'invention de la microscopie électronique : Helmut Ruska documente en 1940 un phage actif contre E. coli.

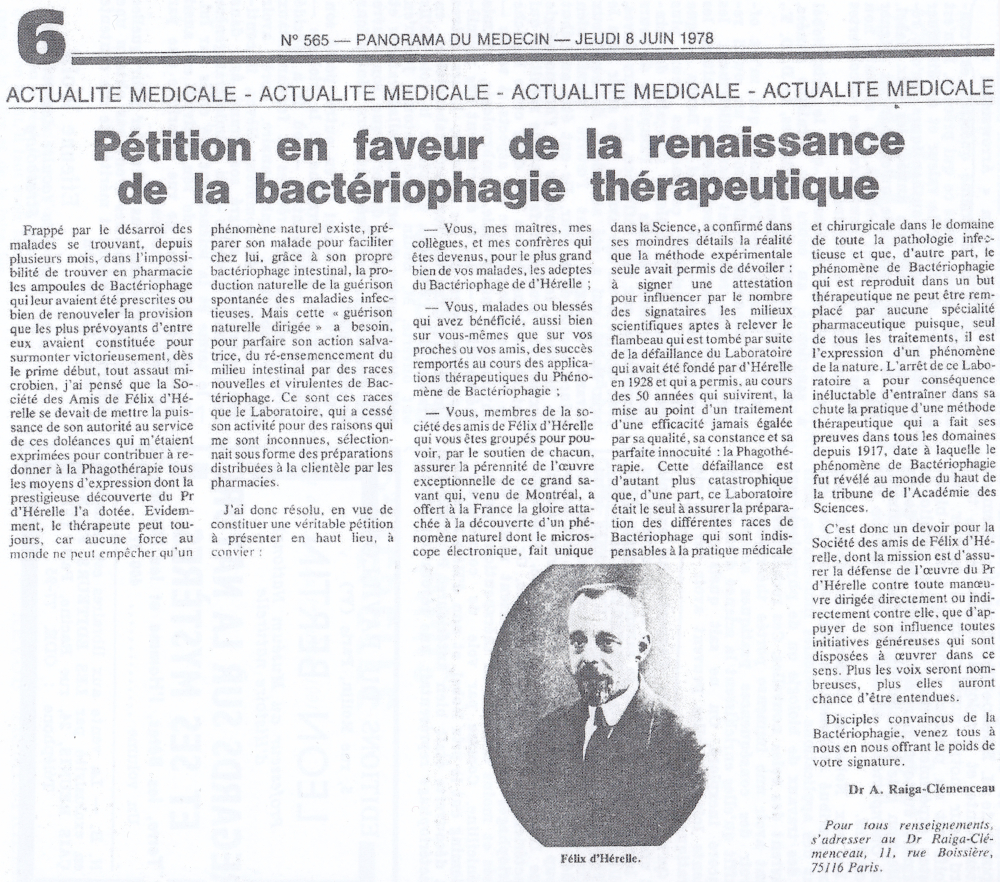
Pétition parue dans le Panorama du Médecin n° 565 du 8 juin 1978.

Après une cinquantaine d'années d'existence, et soumis à la concurrence de plus en plus rude de l'industrie antibiotique, les Laboratoires du Bactériophage ont finalement cessé leur activité en 1978, au grand dam des médecins de ville qui se retrouvèrent du jour au lendemain sans aucun phagique en pharmacie pour leurs patients. Le Dr Raiga-Clemenceau fit d'ailleurs paraître en 1978 dans Panorama du Médecin une pétition pour alerter les autorités sanitaires sur cette disparition et sur les conséquences pour les patients, en vain. Ce fut la fin de 50 ans de présence de bactériophagiques en pharmacie.

#### L'Institut Pasteur et son Service des Bactériophages (1934-1988): des bactériophagiques adaptés pour soigner à la demande
À partir de la Seconde Guerre mondiale, l'arrivée des antibiotiques, plus faciles d'emploi et moins chers, rendent les solutions bactériophagiques obsolètes. Les collections de bactériophages de l’Institut Pasteur de Paris (Pr J.F. Vieu) et de l’Institut Pasteur de Lyon (Pr J. Guillermet), qui servaient de base à l'assemblage de cocktails bactériophagiques, sont oubliées et finalement détruites. L'utilisation de la phagothérapie, prometteuse en raison des bons résultats rencontrés au début du XXe siècle, s'accompagne d'une exigence de bonne qualité pharmaceutique,, même si la littérature ne rapporte aucun cas d'effets secondaires indésirables ou de problème de sécurité en général, à l'exception du risque de transfert de gènes inter-bactéries en cas d'utilisation de phages à cycle lysogénique, raison pour laquelle seuls les phages à cycle lytique sont recommandés.
D'autre part les chercheurs de l'Institut Pasteur continuaient l'étude des bactériophages et de la mise en pratique de la phagothérapie, notamment avec le Dr Eugène Wollman, qui en 1940, crée le Service des Bactériophages de l'Institut Pasteur. Le Dr Pierre Nicolle, fils du prix Nobel et pasteurien Charles Nicolle, succédera au Dr Wollman à la tête du Service des Bactériophages de l'Institut Pasteur en 1943, après la déportation de Wollman à Auschwitz. En 1952 se tenait à Royaumont le premier Colloque International sur le Bactériophage sous la houlette de l'Institut Pasteur. Le Service des Bactériophages sera ensuite dirigé par le Dr Léon Le Minor en 1969 assisté de Michel Faguet, puis par le Pr J.F. Vieu en 1971. Sous Léon Le Minor, le Service des Bactériophages est rattaché au Service des Entérobactéries, puis il disparaît en tant qu'entité administrative propre sous le Professeur Vieu. Vieu était par ailleurs secrétaire général de la Société française de microbiologie. Dans un rapport d’activité scientifique de J.-F. Vieu datant de 1980, il est mentionné qu’«un recensement de très nombreux bactériophages de la collection de l’ancien service des bactériophages est en cours ».
Les Instituts Pasteur de Paris puis de Lyon et de Strasbourg constituèrent une collection de phages qui servaient à assembler des cocktails à la demande sur requête des praticiens de ville et des hôpitaux. En 1979 Pierre Nicolle témoigne que « au cours des années 1930 à 1940 la thérapeutique par les bactériophages a connu une période de grands succès, en particulier, comme j'ai pu le constater, lors de mon séjour dans le service du Professeur Gougerot, à l'Hôpital Saint-Louis » et souligne les résultats « parfois même spectaculaires ». Il retient de surprenants résultats obtenus en utilisant comme méthode d'administration une « perfusion très lente (plusieurs heures) du bactériophage spécifique de l'agent infectieux fortement dilué » par voie intra-veineuse. À cette époque le service répond à l'appel de nombreux médecins en préparant des bactériophages thérapeutiques, exclusivement par adaptation aux souches des malades. Cette activité s'est maintenue jusqu'à la fin des années 1980 et en 1988 l'Institut Pasteur de Lyon obtenait de  l'Académie de Médecine un avis favorable à la demande des pharmaciens de cet institut d'en renouveler l'autorisation qui avait été accordée dans le passé (14 juillet 1967) à M. le Pr A. Bertoye, qui, parti à la retraite, avait été remplacé dans cette activité par Mlle le Dr F. Guillermet. À l'époque de cette demande de renouvellement, l'activité de l'Institut Pasteur de Lyon en la matière s'était réduite à la fabrication d'une cinquantaine de cocktails bactériophagiques par an à destination des hôpitaux du sud-est de la France. L'Institut Pasteur de Lyon entretenait une bibliothèque de 32 phages standards à laquelle venaient d’ajouter 20 à 50 phages isolés dans le laboratoire. Ces phages étaient actifs soit sur le staphylocoque doré, soit sur Pseudomonas aeruginosa, soit sur les entérobactéries. Les services destinataires étaient les Hospices Civils de Lyon avec les Maladies Infectieuses et l’hôpital Saint Joseph Saint Luc, qui dispensait de la phagothérapie dans les services des Brûlés ainsi qu’en urologie.
L'étude expérimentale des préparations bactériophagiques se poursuit en France avec André Raiga-Clémenceau, dont D'Hérelle disait qu'il avait « les plus belles statistiques du monde » et, à partir de 1976, avec Paul-Hervé Riche, auteur du Manuel de phagothérapie à l'usage des médecins du XXIe siècle (2013). Un « Réseau Bactériophage France » se met en place en 2016. La recherche se poursuit également ailleurs dans le monde, en particulier en Géorgie, à Tbilissi, où Georges Eliava (en) a créé en 1933 un Institut du bactériophage, première institution au monde intégralement consacrée au bactériophage et à ses applications thérapeutiques.

### Après 1980, un retour difficile
Après la double disparition des bactériophages en France avec la fermeture des Laboratoires du bactériophage en 1978 et la cessation de l'activité de bactériophages thérapeutiques à l'Institut Pasteur vers 1990, quelques médecins français, tels le Dr Paul-Hervé Riche à Montpellier, continuèrent à dispenser des traitements bactériophagiques en utilisant des produits russes et géorgiens. En 2012 les Dr Olivier Patey et Alain Dublanchet firent savoir publiquement les résultats obtenus à l'hôpital de Villeneuve Saint Georges, mais ils durent arrêter cette thérapeutique sous la pression des autorités de santé françaises et de la Commission Européenne qui impose pour les bactériophages la réglementation des médicaments. Le Dr Dublanchet explique en effet : « Nous avons subi très clairement des pressions et nous sommes amenés à refuser des demandes précises de patients qui sont décédés d'infections que nous savons très bien guérir. » De son côté le Dr Jérôme Larché de Montpellier témoigne lors du 20e Evergreen Phage Meeting à Olympia aux États-Unis avoir fait deux requêtes successives en 2012 auprès de l'ANSM pour pouvoir utiliser des phages étrangers, toutes deux refusées, ce qui a conduit au décès du patient. En 2013 le Dr Riche publie un Manuel de phagothérapie pratique à l'usage des médecins du XXIe siècle  afin de transmettre l'héritage de son expérience et des enseignements reçus du Dr Raiga-Clémenceau.
En raison de l'augmentation de la résistance aux antibiotiques et des progrès de la connaissance scientifique, un renouveau d'intérêt se fait jour à l'échelle mondiale concernant la capacité de la phagothérapie d'éradiquer et de prévenir les infections bactériennes en association avec d'autres stratégies. Sous la pression des associations de patients (Phages sans Frontières, AVIBEP, Vaincre la Mucoviscidose, Le Lien), de médecins (Phag Espoirs) et de la Société de pathologie infectieuse de langue française (SPILF), l'ANSM assouplit sa position en 2019 et autorise les traitements compassionnels au cas par cas avec des bactériophagiques étrangers dans un cadre compassionnel hors de la procédure habituelle des ATUn mais le nombre de patients traités reste anecdotique. En juin 2022, l'ANSM permet l'accès aux traitements bactériophagiques au travers du système E-Saturne, portail de l'accès compassionnel pour les médecins hospitaliers, mais en le restreignant à deux bactériophagiques destinés aux infections ostéo-articulaires par Staphyloccoque Doré.

### Hors de France
Après la Première Guerre mondiale, Behring en Allemagne, ainsi que de grands laboratoires américains tels que Parke-Davis, Abbott, Squibb, Eli Lilly ont produit et distribué des bactériophagiques, mais cela n'a duré que quelques années, la phagothérapie étant disqualifiée par deux revues successives de la littérature médicale américaine, réalisées par Eaton et Bayne-Jones. Ces revues défendaient des hypothèses qui se sont révélées plus tard erronées, telles que de nier la nature virale du principe bactériophage, mais le mal était fait et la phagothérapie fut discréditée, malgré les critiques de D'Hérelle concernant la mauvaise qualité des phagiques américains et leur mauvaise utilisation,,. Dans ces pays les antibiotiques prirent rapidement le relais après la Seconde Guerre mondiale.
Cependant, outre Félix D'Hérelle qui n’a cessé de propager la phagothérapie et la phagoprophylaxie à travers le monde, le Géorgien George Eliava (en), qui avait travaillé à l'Institut Pasteur de Paris (en 1918, 1921 et 1926) avec Félix D'Hérelle, fonda en 1923 à Tbilissi (Géorgie) un institut de virologie, l'Institut Georges Eliava, qui existe encore aujourd'hui. C’est ensemble, dans des locaux adaptés, que D'Hérelle et Eliava ont développé à partir de 1930 l’étude des bactériophages et l’application de la phagothérapie pour l’ensemble de l’Union soviétique.
L’Institut George Eliava en Géorgie a ainsi rassemblé une grande collection de bactériophages thérapeutiques. Les phagothérapeutes géorgiens ont accumulé quatre-vingt-dix ans d'expérience clinique dans ce domaine. Ils reçoivent maintenant des patients du monde entier.
En URSS, la phagothérapie se développa avec des hauts et des bas non seulement en Géorgie mais aussi à Moscou, à Leningrad, où elle fut employée durant la Seconde Guerre mondiale, et à Kharkov.
En Russie et dans toute la zone d'influence russe, le groupe russe Microgen commercialise une large gamme de préparations bactériophagiques sous forme de cocktails disponibles en pharmacie sans ordonnance. Ces cocktails bactériophagiques sont mis à jour chaque année avec les nouveaux germes prévalents dans les infections. Plus d'un milliard de boîtes sont consommées chaque année en Russie,. La phagothérapie y est utilisée en libéral et à l'hôpital.
En Pologne, un institut d’immunologie et de thérapie expérimentale à Wrocław (Instytut Immunologii i Terapii Doświadczalnej PAN im. Ludwika Hirszfelda we Wrocławiu) a également poursuivi, depuis 1952, jusqu’à nos jours l’utilisation de la phagothérapie. Moins ouvert sur le monde extérieur que l’Institut Eliava, il n’en a pas moins publié un bilan dans une série d’articles rédigés en anglais,,.
Au Canada, le Centre de référence pour virus bactériens Félix D'Hérelle de l'Université Laval a conservé une banque de phages mais n'organise pas de traitement.
En Belgique une réglementation spéciale a été adoptée, permettant d'utiliser les bactériophages dans le cadre d'une préparation pharmaceutique magistrale et depuis 2007 l'hôpital militaire de la Reine Astrid accepte des patients dans un service spécialisé sur la phagothérapie.
Depuis les années 1970, le nombre de publications scientifiques concernant l'utilisation des bactériophages pour la médecine, mais aussi par l'agriculture et le secteur de l'eau a augmenté exponentiellement, passant de quelques articles à environ 15 000 (de 1970 à 2018) ; à un rythme parallèle à celui des séquençages de phages (passé de 0 à 25 000 sur la même période d'un demi-siècle).

## Particularité des bactériophages
La phagothérapie a beaucoup de points communs avec la lutte biologique, car elle consiste à utiliser un organisme (le phage) pour contrer une peste. Les connaissances de dynamique des populations sont donc essentielles pour mettre au point des thérapies efficaces et durables. Un second paramètre essentiel est la dynamique évolutive. Non seulement les populations bactériennes peuvent évoluer pour devenir résistantes à l'infection par certains phages, mais les phages aussi peuvent évoluer. La phagothérapie engendre donc un processus coévolutif entre virus et bactéries.

## Essais cliniques à l'étranger et en France
En 2007, des essais cliniques de phase 2a ont fait l'objet de rapports à l'Hôpital royal national d'otorhinolaryngologie de Londres concernant des infections par Pseudomonas aeruginosa (otites).
En 2012, la Direction générale de l’armement, finance un projet de recherche à hauteur de 900 000 euros pour évaluer l’intérêt des bactériophages contre les brûlures infectées résistantes aux antibiotiques.[réf. nécessaire]
En 2016, dans le Biotechnology Journal, un article réfléchit au chemin à suivre pour une utilisation généralisée des bactériophages. Il identifie les causes des délais dans l'acceptation et l'utilisation des bactériophages comme étant à la fois scientifiques (manque d'essais cliniques aux normes occidentales), réglementaires (la force des phages réside dans leur adaptabilité et leur multiplicité lesquelles s'opposent aux réglementations qui demandent un produit stable et unique), financières (difficulté de déposer des brevets pour des organismes vivants) et éducatives (manque d'information du milieu médical et crainte du public envers les virus). L'article propose enfin un ensemble de standards de qualité pour la production future de bactériophages.

## Production
Les bactéries d'une même espèce peuvent présenter de nombreuses différences d'une région (ou collectivité médicale) à l'autre ou même dans une même région d’un moment à l’autre, ou encore d'une personne à l’autre en fonction de son histoire médicale. Dans ces conditions, la formulation de préparations bactériophagiques normalisées stables est difficilement envisageable. L’ubiquité des phages dans la nature pose des problèmes particuliers pour la protection des droits car il est impossible de faire la différence entre les phages trouvés dans l’environnement et ceux qui sont contenus dans les ampoules du commerce (qui en proviennent d’ailleurs).
La stratégie actuelle des producteurs identifiés[réf. souhaitée] est d’élaborer des cocktails polyphagiques à large spectre d’hôtes. C’est ce que proposent les producteurs des pays de l’Est pour le traitement d’une pathologie donnée. En Russie la production se fait à grande échelle avec une consommation de plus d'un milliard de boîtes de phagiques par an.
Le dépôt de brevets (visant des organismes vivants) pourrait être envisagé après modification génétique par celui qui souhaiterait avoir des droits exclusifs sur son « invention ». À l'inverse, les phages prélevés dans la nature ne sont pas brevetables. Cela ne pousse pas à l’investissement de capitaux pour cette production ni à la commercialisation par une personne morale (laboratoire pharmaceutique). Cependant, la technique issue de Crispr semble, au moins in vitro, la technique de choix pour utiliser les phages pour lutter contre l'antibiorésistance. Le passage in vivo pourra se faire dans la mesure où le passage à travers des biofilms bactériens sera maîtrisé (Préparation bactériophagique).

## Pratique de la phagothérapie: produits, administration, et indications
Les phages ayant une étroite spécificité avec leur hôte (bactério-spécifiques), il est nécessaire, le plus souvent, de réaliser un prélèvement sur le patient et de le cultiver avant traitement. L'isolement de phages thérapeutiques peut cependant nécessiter plusieurs jours voire semaines de travail. La conservation par les laboratoires de collections d’échantillons des bactériophages correspondant aux souches bactériennes les plus courantes localement (phagothèques) permet de raccourcir ce délai.

### Phagogramme
La manière traditionnelle développée par Félix D'Hérelle pour mesurer l'action des bactériophages sur des bactéries est de procéder à une culture de bactérie sur plaque de gélose, puis d'y déposer des gouttes de différentes concentrations d'une solution contenant le phage à tester et réputée active. Après quelques heures on remarque l'apparition de taches claires dans les couches de bactéries (plage de lyse), là où les concentrations de phages les plus grandes ont été déposées. Plus les taches claires sont étendues et moins la concentration de phages déposés est importante, plus le phage est actif. La rapidité de l'apparition des taches peut aussi être relevée. Si le phage est inactif ou si la concentration est insuffisante, aucune tache n'apparaît. On utilise en général 5 gouttes diluées chacune dix fois plus que la précédente.

### Modes d’administration
L'injection intraveineuse était courante lors de l'âge d'or de la phagothérapie. En 1979 le Pr Pierre Nicolle, après vingt ans d'expérience de phagothérapie en tant que Chef du Service des bactériophages à l'Institut Pasteur, retient les résultats surprenants d'une perfusion très lente (plusieurs heures) du bactériophage spécifique de l'agent infectieux fortement dilué par voie intra-veineuse.
Toutefois, les preuves expérimentales s'accumulent pour démontrer que les phages ont la capacité de diffuser dans un organisme. Ils traversent la barrière méningée afin de combattre des pathologies telles que les méningites bactériennes ou vont détruire in vivo certaines bactéries comme Klebsiella pneumoniae par injection de phages à distance du foyer, par voie intra-péritonéale, intraveineuse ou intranasale.

### Indications
La phagothérapie a été appliquée pour le traitement de diverses maladies infectieuses, dans les spécialités médicales suivantes :
- ORL : laryngite, sinusite, otite[52] ;
- stomatologie : parodontite, gingivite[53]
- ophtalmologie : conjonctivite[54],[55] ;
- dermatologie : dermatite, brûlures, ulcères[52] ;
- gastro-entérologie : troubles diarrhéiques dus à E. coli, Shigella (dysenterie) ou Vibrio (choléra)[50] ;
- pneumologie : pleurésies purulentes, surinfection en cas de mucoviscidose[52] ;
- urologie : infection urinaire, cystite, prostatique, aspermie[56],[17] ;
- chirurgie (toutes spécialités) : infections diverses provoquées par des pathogènes facultatifs de la peau comme les staphylocoques et les streptocoques[52].

### Phagoprophylaxie
« Prophylaxie médicale » désigne tout processus qui prévient l'apparition ou la propagation d'une maladie. La phagoprophylaxie est l'utilisation de bactériophages (ou phages) lytiques afin d'éviter l’apparition de certaines maladies infectieuses bactériennes. L’idée n’est pas nouvelle puisqu’elle a été utilisée il y a très longtemps pour enrayer certaines épidémies, dont celle du choléra en Inde (dans le cadre plus général du biocontrôle). L'universitaire indien Shah M. Faruque (en) a d'ailleurs montré qu'une épidémie de choléra apparaissait à la suite d'un déséquilibre entre populations bactériennes (Vibrio cholerae) et populations de phages spécifiques.

## Efficacité
L'efficacité de la phagothérapie lors de ses premières années de mise en œuvre par Félix D'Hérelle n'était guère contestée. Après la guerre, Pasteur et Robert et Carrière en France, Behring en Allemagne, ainsi que de grands laboratoires américains tels que Parke-Davis, Abbott, Squibb, Eli Lilly, se sont mis eux aussi à assembler et commercialiser des cocktails bactériophagiques, tandis qu'en Géorgie soviétique l'Institut des Bactériophages en assurait le développement et qu'en France D'Hérelle ouvrait ses Laboratoires du Bactériophage. D'Hérelle publiait parallèlement de nombreux ouvrages scientifiques sur les bactériophages et sur l'utilisation de la phagothérapie qui démontraient son efficacité.
Mais D'Hérelle n'était pas seul à démontrer l'efficacité de la phagothérapie. Les Annales de l'Institut Pasteur de mai 1932 publient une recherche sur l'utilisation thérapeutique du bactériophage du bacille de Yersin, cause de la peste bubonique. Après avoir rappelé les résultats discordants des études sur l'utilisation de la phagothérapie pour soigner les pestiférés, les auteurs publient une recherche documentée sur 4 phages et leur utilisation thérapeutique sur des malades atteints par différentes souches de bacille pesteux. Cette étude inclut des centaines de cas sur plusieurs années. La conclusion mentionne que « L'action curative d'un pestiphage approprié est incontestable et rapide même dans la peste septicémique ». L'étude se termine par la présentation de 66 des 119 cas de guérisons obtenus en 1931.
En 1938 survint une épidémie de choléra en Afghanistan près de la frontière soviétique. Pour éviter que l'épidémie ne se développe en URSS, des cocktails de phages furent distribués aux populations locales et déversés dans les puits et autres sources d'eau. Il en résulta que pas un cas de choléra ne fut observé en URSS. De même lors de la guerre russo-finlandaise de 1939-1940, il fut constaté que les bactériophages utilisés dans les premières heures sur la blessure infectée pouvaient stériliser la plaie chez 30 % à 40 % des patients et permettre de refermer la plaie par chirurgie une semaine plus tôt. Enfin lors de la bataille de Stalingrad, le choléra fut combattu avec succès grâce aux bactériophages.
Les troupes allemandes n'étaient pas en reste et les unités de l'Afrika Korps de Rommel étaient munies de cocktails bactériophagiques à utiliser pour les situations d'urgence sur la ligne de front. Les Japonais les utilisèrent aussi pendant la Seconde Guerre mondiale.
Malgré ces bons débuts, l'efficacité des bactériophages fut mise en doute par manque d'études cliniques incluant des placebo. Devant la controverse naissante, le Council on Pharmacy and Chemistry of the American Medical Association fit faire en 1934 une revue de la littérature médicale, réalisée par Eaton et Bayne-Jones. La conclusion était défavorable à la phagothérapie et le rapport reprochait à D'Hérelle de prétendre que les principes impliqués dans la phagothérapie étaient des virus et non pas des enzymes. 7 ans plus tard, Albert Krueger and Jane Scribner firent un rapport complémentaire justifié par l'accumulation de nouvelles données sur les phages et sur leur utilité clinique. Leur conclusion était que les phages étaient une protéine de haut poids moléculaire formée à partir d'un précurseur originaire de la bactérie, ce qui avait été soutenu dès les années 1920 par le prix Nobel français Jules Bordet, et non pas des virus comme le soutenait D'Hérelle depuis 1917. Surtout il leur paraissait évident que les solutions de phages ne possèdent aucun degré mesurable de supériorité par rapport aux préparations bien connues et acceptées. Enfin, en 1945, un dernier rapport de Morton HE et Engley FB Jr., bien que reconnaissant cette fois-ci la nature virale des phages, se montrait dubitatif sur les résultats thérapeutiques. Après ces rapports les recherches cessèrent aux États-Unis et la phagothérapie disparut peu à peu d'autant que les antibiotiques prenaient le relais.
Plusieurs raisons expliquent le manque de résultat thérapeutique convaincant dont témoignent ces rapports. D'une part la mauvaise qualité des bactériophagiques : dans les années 1930 D'Hérelle et ses collègues analysèrent de nombreux bactériophagiques et la plupart, sinon tous, ne contenaient aucun bactériophage actif. Ce manque de qualité était imputable à la purification insuffisante du cocktail de tout débris bactérien, aux contaminants chimiques, aux conservateurs employés (phénol, merthiolate). D'autre part la mauvaise compréhension de ce qu'est un bactériophage et de ce qu'il peut traite : par exemple les Medical Biological Laboratories de Londres commercialisaient un bactériophagique pouvant soi-disant soigner l'Herpès (maladie virale), l'urticaire (facteur immunitaire) et les calculs biliaires.
D'autres raisons semblent avoir aussi remis en cause la croyance en l'efficacité de la phagothérapie. Autodidacte, D'Hérelle n'était pas toujours considéré comme un scientifique sérieux par ses pairs, bien qu'il ait posé les bases de ce qui deviendra la biologie moléculaire, et qu'il ait initié des méthodologies de laboratoire toujours appliquées de nos jours en virologie. Par ailleurs les théories originales de D'Hérelle lui valurent de nombreux ennemis dans le monde médical, particulièrement chez les immunologistes. Pour d'Hérelle, l'immunité loin d'être la cause de la guérison en était la conséquence. De plus l'utilisation des bactériophages à des fins  thérapeutiques pouvait remettre en cause certaines pratiques, telles que l'isolation des malades. En effet, D'Hérelle note qu'avec les phages : « Si la maladie est contagieuse, la guérison l'est aussi ; si tout malade est un centre d'infection, tout convalescent est un centre de guérison »,. Enfin la phagothérapie fut rapidement perçue comme une médecine soviétique, sans valeur comparée aux antibiotiques occidentaux,.
La phagothérapie ayant été abandonnée en Occident, sauf par quelques rares médecins, et ayant de ce fait progressivement perdu son statut de médecine officielle puis sombré dans l'oubli, la plupart des études scientifiques récentes sur son efficacité viennent soit de Russie, soit de Pologne ou de Géorgie.
Ces études n'ont généralement pas été conduites sous le standard occidental du double aveugle où ni le patient ni le médecin prescripteur ne savent si le patient a reçu le bactériophagique ou bien un placebo. Une des raisons en est que lorsqu'un patient risque l'amputation ou la mort, et que la phagothérapie est la seule solution, il est difficilement concevable de lui expliquer qu'on va peut-être juste lui donner un placebo. Les études évaluent donc généralement le taux de succès de la phagothérapie en % de patients guéris.
Toutefois les médecins occidentaux contemporains défenseurs de la phagothérapie qui l'ont utilisée, par exemple dans le cadre hospitalier, témoignent de son efficacité, au moins dans les cas désespérés où ils l'ont employée. Le Manuel de phagothérapie à l'usage des médecins du XXIe siècle du Dr Paul Hervé Riche mentionne de nombreux cas, de même le Dr Patey dans sa présentation de 2017 à l'Observatoire des Médicaments, Dispositifs Médicaux et Innovations Thérapeutiques ou le Dr Alain Dublanchet dans La phagothérapie au XXIe siècle. Deuxième partie : expérience actuelle. Ce dernier témoignait en 2012 sur Télé Matin « sur les quelques patients récents traités par phagothérapie, nous n'avons jamais eu d'échec ».
L'efficacité in vitro et in vivo n'est pas forcément identique. Ainsi une étude parue dans le journal Nature a montré que les bactériophages pouvaient être plus efficaces sur la bactérie Clostridium difficile lorsque cette bactérie colonise des cellules humaines que lorsqu'elle est simplement cultivée in vitro.
Les nombreuses études scientifiques publiées dans les pays de l'ex bloc soviétique ont donné lieu à plusieurs synthèses d'analyse documentaire à caractère scientifique en anglais : Minireview Bacteriophage Therapy, Bacteriophage Therapy of Bacterial Infections: an Update of Our Institute’s Experience, Phage Therapy in Clinical Practice: Treatment of Human Infections, Phage treatment of human infections, Phage therapy of pulmonary infections, Applications of Bacteriophages in the Treatment of Localized Infections in Humans. Aucune ne remet en cause l'efficacité de la phagothérapie.
Deux revues systématiques publiées en 2022 reviennent sur le sujet,.

## Réglementation
En 2016, l'ANSM a précisé plusieurs fois que le phagothérapie n'est pas interdite en France. Mais, faute d'entreprise intéressée, aucun médicament bactériophagique ne bénéficie d'une Autorisation de mise sur le marché (AMM).
L'Agence médicale européenne propose deux cadres qui peuvent s'appliquer à la phagothérapie : le traitement compassionnel et le traitement sur une base individuelle. Ces deux cadres sont du ressort des États membres.
Le traitement compassionnel ne doit pas être confondu avec les traitements individuels nominatifs. Pour ceux-ci, le médecin obtient le médicament directement du fabricant. Ceci est fait sur une base individuelle et nominative sous la responsabilité directe du médecin, et l'Agence européenne du médicament n'a pas à être informée.
En France, le traitement individuel nominatif se fait dans le cadre d'une autorisation temporaire d'utilisation nominative (ATUn) accordée par l'ANSM au cas par cas, dans le cadre hospitalier. C'est sous ce statut général que se pratique la phagothérapie en France depuis le CSST organisé par l'ANSM en mars 2016 et jusqu'en 2019.

## Phagothérapie anti-virale
Les bactériophages sont étudiés pour combattre le virus de la grippe et le virus SARS-CoV-2. L'idée est est de viser avec des bactériophages les pointes virales (appelées hémagglutinines) que le virus grippal utilise normalement pour se fixer aux cellules qu'il va infecter. Ainsi le virus ne peut plus se fixer à sa cible.
L'étude a d'abord été menée sur le virus de la grippe par une équipe de chercheurs de l'Institut de recherche de pharmacologie moléculaire de Leibniz et de l'Université Humboldt de Berlin. Ils ont développé un phage modifié chimiquement pour se lier parfaitement aux hémagglutinines du virus. Le virus se trouve alors enveloppé par des capside de phages qui lui rendent impossible de se fixer sur les sucres (acide sialique) des cellules pour les infecter. Le phénomène a été démontré lors d'études pré-cliniques sur du tissu de poumons humains.
La méthode a été étendue à la grippe aviaire avec succès. Elle ouvre la voie à un nouveau type de phagothérapie.
Lorsque le tissu pulmonaire infecté par le virus de la grippe était traité avec des phages, le virus ne pouvait quasiment plus infecter de nouvelles cellules et donc se reproduire. De plus le microscope électronique a montré que les phages enrobaient complètement le virus.
Le phage utilisé est un parasite des bactéries Eschericchia Coli dénommé phage Q-beta.
Les chercheurs appliquent maintenant au SARS-CoV-2 cette découverte qui concernait initialement le virus de la grippe, et qu'ils ont publiée dans le journal Nature,.

## Autres utilisations de la phagothérapie

### Utilisation en médecine vétérinaire
La phagothérapie peut être utilisée en médecine vétérinaire comme elle l'est en médecine humaine, par exemple en aquaculture, ou dans des élevages de volaille ou de bétail, etc. Les raisons de l'utiliser et les obstacles règlementaires sont similaires. L'organisme réglementaire est l'ANSES.

### Utilisation dans l'industrie agroalimentaire
Des bactériophages sont utilisés dans le but de détruire certaines bactéries susceptibles de contaminer les produits alimentaires frais. C'est ainsi qu'en août 2006 l'administration américaine des denrées alimentaires et des médicaments (FDA) a autorisé la pulvérisation sur la viande d’un cocktail de 6 phages non génétiquement modifiés (phages anti-listeria). Bien que ce procédé ait suscité des préoccupations du fait que, sans étiquetage obligatoire, les consommateurs ne pouvaient pas savoir si la viande et la volaille avaient été traitées, cette approbation est justifiée par le fait que l'exposition par voie orale à certains phages actifs est actuellement considérée comme sans danger pour les consommateurs.

## Recherches, développements et législations nationales

### Allemagne
En Allemagne, la Deutsche Sammlung von Mikroorganismen und Zellkulturen, ou DSMZ, entreprend de nombreuses recherches en collaboration avec l'Institut Eliava IBMV de Tbilissi sur le développement de nouveaux traitements bactériophagiques, notamment contre le Staphylococcus aureus résistant à la méticilline. Il est leader du projet européen CABRI qui développe des normes méthodologiques de qualité s'appliquant de la collecte de phages. Il mène aussi le projet Phages Collector en coopération avec l'université de Braunschweig, l'université de Bielefeld, l'université de Göttingen, l'université de Hohenheim, l'université de Sarrebruck et l'École Technique de Südwestfalen, Iserlohn.
Phage4Cure est un projet collectif impliquant le DSMZ, le Fraunhofer Institute for Toxicology and Experimental Medicine ainsi que l'hôpital de la Charité de Berlin avec des fonds provenant du Ministère de l'éducation et de la recherche dont le but est de découvrir des phages actifs contre P. aeruginosa, et de les tester dans des essais cliniques,.

### Belgique
En 2016, la phagothérapie est utilisée à l'hôpital militaire de la reine Astrid situé à Neder-OverHeembeek.
En 2018, l'Agence fédérale des médicaments et produits de santé (AFMPS) met en place une stratégie nationale pour permettre la réalisation de préparations magistrales pharmaceutiques bactériophagiques spécifiques à chaque patient. La réglementation autorise l'emploi d'ingrédients actifs qui ne répondent pas aux exigences prévues dans une pharmacopée officielle, telle que la pharmacopée européenne ou la pharmacopée belge, et qui ne sont pas non plus l'objet d'une autorisation du ministère de la Santé publique après avis favorable de la Commission belge de la pharmacopée, sous réserve que ces ingrédients actifs soient accompagnés d'un certificat d'analyse issu d'un laboratoire agréé belge,.
En 2016, les pharmaciens sont autorisés à produire en tant que Principe actif pharmaceutique une préparation magistrale bactériophagique sous les conditions suivantes :
- les phages doivent être administrés sous forme de préparation magistrale destinée à un patient donné, nommément désigné ;
- les préparations magistrales doivent être administrées sous la responsabilité directe du médecin et du pharmacien ;
- les caractéristiques et qualités du principe actif à base de phages doivent être définies dans une monographie interne préparée par le fournisseur ;
- avant que le pharmacien ne puisse utiliser le produit non agréé, il doit s'assurer (sur la base d'un certificat d'analyse fourni par un laboratoire agréé belge) que les composants sont en conformité avec la monographie du fournisseur ;
- bien que cela ne soit pas légalement requis, il est recommandé que le fournisseur soumette la monographie à l'AFMPS pour évaluation.

L'Institut scientifique de santé publique rebaptisé Sciensano a été désigné comme laboratoire agréé pouvant valablement fournir des certificats d'analyse d'ingrédients actifs à base de phages.

### France

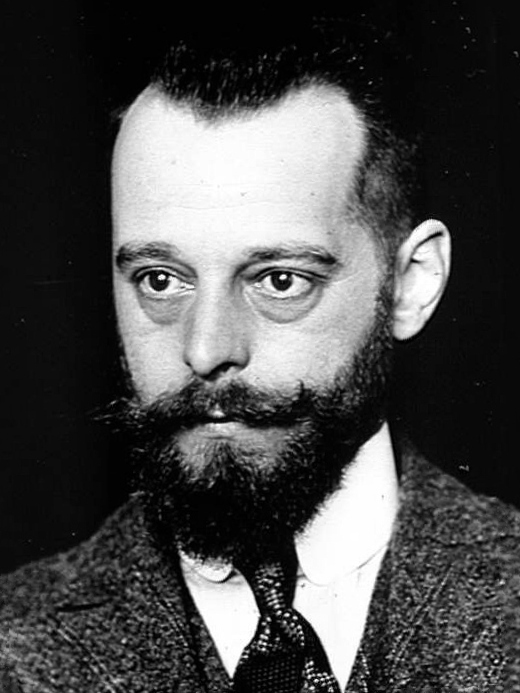
Félix D'hérelle, inventeur et promoteur de la thérapie phagique

En France, les bactériophages ne bénéficient pas d'une AMM, l'ANSM considérant qu'il n'existe pas suffisamment d'études cliniques. Toutefois, leur administration est autorisée sous le régime des autorisations temporaires d’utilisation nominatives (ATUn), lorsqu'il n'existe pas d'alternative thérapeutique. En 2016, ces ATUn sont limitées aux bactéries pour lesquelles il existe des produits disponibles sur le marché, à savoir Escherichia coli et Pseudomonas. De 2016 à 2018, l'ANSM n'a émis aucune recommandation sur les phages,.

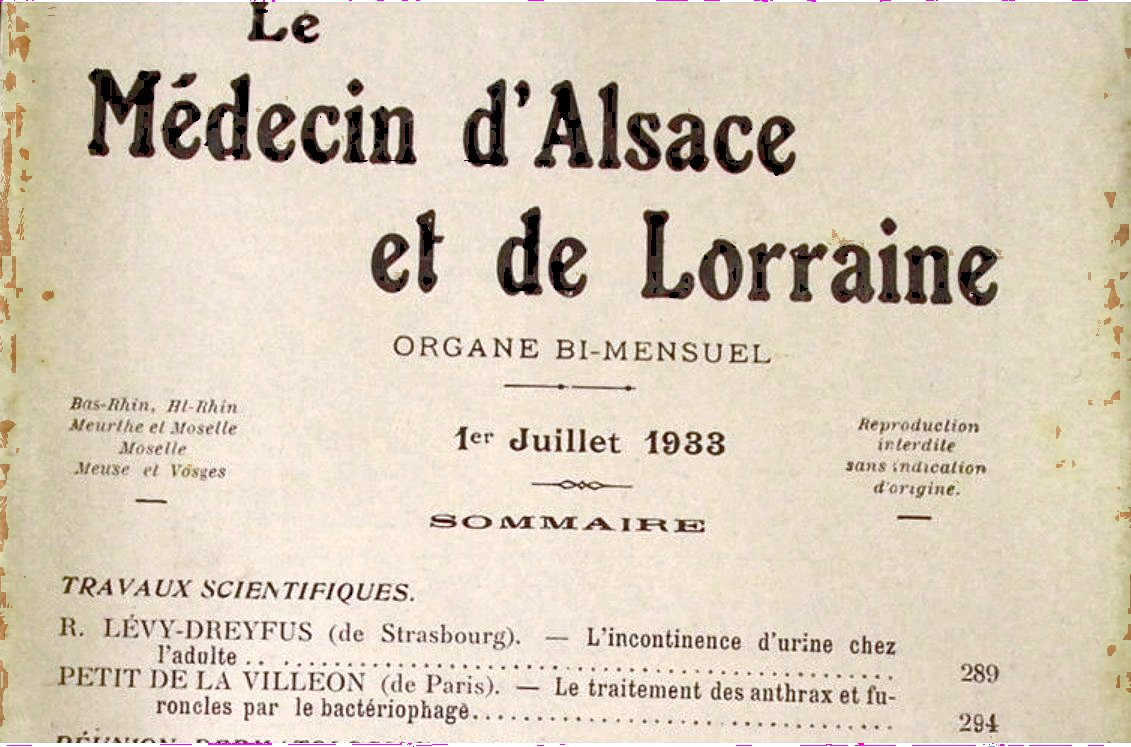
Sommaire du Médecin d'Alsace et de Lorraine de 1933 avec un article sur l'utilisation des bactériophages

Au sein de l'Institut Pasteur, une première publication a lieu en 1993.
Aucune préparation bactériophagique n'est commercialisée en France au début du XXIe siècle. « Les seuls médicaments contenant des bactériophages et dont la connaissance de la qualité pharmaceutique par l’ANSM permettrait leur autorisation dans le cadre d’ATU nominatives sont à ce jour les cocktails de bactériophages anti-Escherichia coli ou anti-Pseudomonas aeruginosa produits par la Société Pherecydes Pharma pour l’essai clinique Phagoburn (CSST 24 mars 2016). » La première préparation bactériophagique à apparaître dans les sites de référencement des médicaments français est le P. Aeruginosa PHAGE PP113 de Pherecydes Pharma, disponible uniquement sur ATUn,.
L'Assemblée nationale et le Sénat sont régulièrement questionnés sur la politique de santé en termes de lutte bactériophagique,,,,,,. En 2016, un colloque se tient à l'Assemblée.

### Géorgie

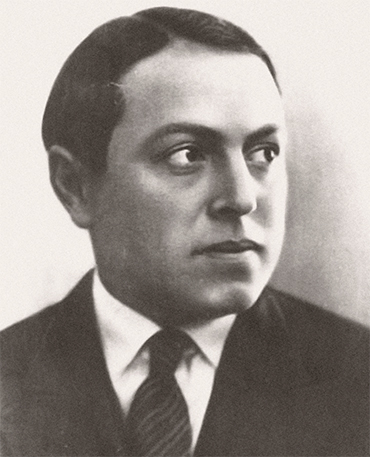
Georges Eliava, collègue géorgien de Félix D'Hérelle, fondateur de l'Institut de Tbilissi

L'Institut George-Eliava sur les bactériophages, de microbiologie et de virologie (IBMV) est considéré comme le premier centre mondial de recherches et de connaissance en phagothérapie. L'organisation des entités d'Eliava est la suivante : L'Institut IBMV et ses scientifiques financent une organisation à but non lucratif, la Fondation Eliava. Cette Fondation Eliava chapeaute un consortium d'organisations à but lucratif constitué de : (i) Eliava BioPreparations – fabricant de solutions bactériophagiques, (ii) Eliava Media Production – production de vecteurs biologiques, (iii) Eliava Analytical-Diagnostic Center – services de diagnostic pour les patients, (iv) Eliava Phage Therapy Center – traitement des patients, et (v) Eliava Institute Authorized Pharmacy – vente des bactériophagiques élaborés par l'Institut et produits par BioPreparations. L'Institut reçoit des financements américains de la Defense Threat Reduction Agency (DTRA), agence chargée de « protéger les États-Unis et ses intérêts des armes de destruction massive », qui a investi dans la rénovation du bâtiment principal et des laboratoires et qui finance plusieurs projets scientifiques, notamment sur les bactériophages contre le choléra.
Des cocktails bactériophagiques de l'Institut Eliava (IBMV) sont disponibles en pharmacie sans ordonnance,. Sa filiale Eliava Biopreparations fabrique six cocktails. Les cocktails sont mis à jour annuellement en ajoutant des phages ou en adaptant les préparations en fonction des germes prévalents. Trois cocktails phagiques sont aussi fabriqués par JSC Biochimpharm. Ils sont conditionnés en flacon, spray, comprimés et gélules. Biochimpharm a ouvert un site internet pour commercialiser ses produits par correspondance. Une troisième entreprise géorgienne, BiopharmL basée à Tbilissi, fabrique aussi des phagiques distribués en pharmacie et qui y sont disponibles sans ordonnance. En 2018, BioPharmL crée un partenariat avec Advanced Biophage Technologies International, LLC (ABTI) pour commercialiser ses produits à l'international.

### République tchèque
La société Bohemia Pharmaceuticals commercialise le Stafal,,, une solution bactériophagique contre le staphylocoque doré. Il est fabriqué par l'entreprise tchèque IMUNA s.r.o..

### Russie
En Russie, une société d'État, Microgen, est créée en 2003 par la fusion de 14 entreprises de l'industrie immunobiologique nationale, et compte en 2018 neuf succursales. L'entreprise dépend du ministère de la Santé de la fédération de Russie et représente le seul fabricant de solutions bactériophagiques en Russie où la consommation s'élève à plus de un milliard de boîtes de phagiques par an en 2017, en forte croissance.

### Autres pays d'Europe
En 2022, l'équipe PhageBack du Centre hospitalier universitaire vaudois et Université de Lausanne Suisse travaille sur le projet PhagoBurn et d'autres dimensions de la phagothérapie. La question de l'autorisation de la phagothérapie est à l'ordre du jour.
Une récolte de phages est en cours en Finlande.
En Catalogne, les chercheurs soulignent « l'attitude réticente de la communauté scientifique et médicale » ; ils ajoutent « Une approche multidisciplinaire centrée sur le patient, qui ne se limite pas aux contextes académiques ou cliniques ni aux études microbiologiques, est recommandée pour évaluer l'étendue réelle et le rôle joué par le phagome dans le corps humain ».

### Israël
La Banque de phages israélienne (Israeli Phage Bank : IPB) est hébergée par l'université hébraïque de Jérusalem. Elle inclut plus de 300 phages correspondant à 16 bactéries. Elle s'enrichit constamment de nouveaux phages. Ses phages ont une efficacité in vitro de 100 % sur la plupart des pathogènes, y compris Staphylococcus aureus, Eschericchia coli, Pseudomonas aeruginosa, etc. La banque est consultable en ligne et fournit des phages thérapeutiques sur demande.

### Amérique du nord
Au Canada, des industriels travaillent aux applications alimentaires des phages.